# Lambdina laeta
Lambdina laeta är en fjärilsart som beskrevs av George Duryea Hulst 1900. Lambdina laeta ingår i släktet Lambdina och familjen mätare. Inga underarter finns listade i Catalogue of Life.